# Грос Дибен
Грос Дибен или Џевин (њем. Groß Düben, глсрп. Dźěwin) општина је у њемачкој савезној држави Саксонија. Једно је од 59 општинских средишта округа Герлиц. Према процјени из 2010. у општини је живјело 1.271 становника. Посједује регионалну шифру (AGS) 14626120.

## Географски и демографски подаци
Грос Дибен се налази у савезној држави Саксонија у округу Герлиц. Општина се налази на надморској висини од 132 метра. Површина општине износи 14,9 km². У самом мјесту је, према процјени из 2010. године, живјело 1.271 становника. Просјечна густина становништва износи 86 становника/km².